# Shang Fa Yang
Shang Fa Yang (Taiwan, 10 novembre 1932 – Davis, 12 febbraio 2007) è stato un biochimico e botanico taiwanese naturalizzato statunitense.
Studioso della biosintesi dell'etilene, dimostrò il ruolo centrale della metionina quale precursore di questo fitormone. Yang scoprì che il processo biosintetico costituiva un ciclo metabolico, il ciclo della metionina denominato anche ciclo di Yang in suo onore, e che la S-adenosil metionina costituiva un intermedio nella via che da metionina porta ad acetilene. Nel 1979 isolò l'acido 1-amminociclopropano-1-carbossilico (ACC), diretto precursore dell'etilene.
Nel 1991 gli venne assegnato il premio Wolf per l'agricoltura "per i suoi notevoli contributi nella comprensione dei meccanismi di biosintesi, di azione e di applicazione dell'ormone vegetale etene".